# Andy Peelman
Andy Peelman (Dendermonde, 1 oktober 1983) is een Belgisch acteur, presentator en ex-politieagent.
Peelman werd vooral bekend door zijn rol als inspecteur Koen Baetens in de televisieserie Echte Verhalen: De Buurtpolitie op VTM. Na het het eerste seizoen van het vervolg  Echte Verhalen: De Buurtpolitie VIPS in 2022 stopte hij met de serie. Zijn personage Koen Baetens werd doodgeschoten. Naast zijn activiteiten als acteur was hij ook in het dagelijks leven al werkzaam als politieagent en sinds 2012 als hondengeleider bij de politie van Brussel. Sinds 2018 nam hij er loopbaanonderbreking, en in 2022 nam hij ontslag om zich volledig te richten op zijn werk in de media.
In 2020 deed hij mee aan het programma The Masked Singer van VTM. Hij was het personage Duiveltje en viel af in de vierde aflevering. In 2020 nam hij deel aan de Code Van Coppens met Dina Tersago. In 2021 namen ze samen opnieuw deel. In 2022 nam hij deel met Marie Verhulst.  
Met Dina Tersago presenteert hij sinds 2020 drie seizoenen van Ze zeggen dat, waarin getest wordt of vaak voorkomende beweringen kloppen. De presentatoren nemen deel aan een aantal van de onderzoeken. 
Begin december 2021 was Peelman winnaar van het tv-programma BV Darts. In de finale versloeg hij voormalig profvoetballer Olivier Deschacht.
In 2022 presenteerde Peelman Spartacus Run en LEGO Masters (Nederland/Vlaanderen).
Voor Een echte job, uitgezonden in januari 2023 op VTM, liep hij na een snelcursus verpleegkunde mee stage op de afdeling neurochirurgie.
Vanaf mei 2023 werd op VTM het tweede seizoen van Andy op patrouille uitgezonden. De eerste reeks was daar in het najaar van 2019 te zien. Hij werkt hiervoor mee als agent bij politiekorpsen in verschillende landen wereldwijd. Ondertussen werkt hij niet meer als agent, waardoor er geen vervolg komt op de tweede reeks.
Zijn vader was zanger Wim Ravell. In 2023 nam hij deel aan The Big Bang als kandidaat samen met Nora Gharib.